# Guigó de Girona
Guigó  o Guiu fou bisbe de Girona del 908 a una data posterior al 923.
El 897, Guigó, encara clergue d'Arle estava amb l'arquebisbe d'Arle Rostany però el 20 de novembre de 908 fou consagrat bisbe de Girona pels arquebisbes Arnust de Narbona, Nantigís d'Urgell i Toderic de Barcelona, i hauria vingut de la cort reial i seria per tant un legitimista que va haver de buscar fora de Provença el lloc pel qual la seva noblesa el feia mereixedor davant el conflicte que oposava l'antiga noblesa als borgonyons. Arranjada la crisi el 922/923, donà a la catedral d'Arle el seu alou de l'abadia de Saint-André de la Cappe, i tot el que li venia del seu nebot difunt Daliló, però amb la condició que el seu altre nebot el clergue d'Arle, Arnoux, l'havia de posseir fins que arribés, si Déu volia, al rang d'arquebisbe.
El 935 fou l'encarregat de consagrar l'església del monestir de Sant Quirze de Colera a precs de l'abat Manuel. El 18 de gener de 939 apareix mencionat per última vegada com a bisbe en la documentació conservada.